# Boys Don't Cry (Anitta)
Boys Don't Cry è un singolo della cantante brasiliana Anitta, pubblicato il 27 gennaio 2022 come quinto estratto dal quinto album in studio Versions of Me.

## Pubblicazione
Dopo l'uscita di Faking Love nell'ottobre 2021, in un'intervista per GQ Brasil, Anitta ha annunciato che il suo prossimo «grande» singolo sarebbe stato lanciato a gennaio. Il 21 di tale mese il nome del singolo e la relativa copertina sono stati svelati, assieme alla data di pubblicazione, tramite il periodico Glamour.

## Descrizione
Il brano è stato descritto dal Rolling Stone come un pezzo dance punk ed elettropop, ed è ispirato al repertorio dei Panic! at the Disco, gruppo molto apprezzato dalla cantante.

## Promozione
Anitta ha eseguito Boys Don't Cry per la prima volta dal vivo il 31 gennaio 2022 al Tonight Show.

## Video musicale
Il video musicale, diretto dalla stessa Anitta assieme a Christian Bleslauer, contiene diversi riferimenti a film di successo come Beetlejuice - Spiritello porcello, Harry Potter e la pietra filosofale e Titanic. È stato presentato in anteprima nei cinema di San Paolo e Rio de Janeiro alla presenza di alcuni fan della cantante selezionati attraverso un'apposita lotteria.

## Tracce
Testi e musiche di Larissa Machado, Matthew Burns, Bibi Bourelly, Rami Yacoub e Sean Douglas.
1. Boys Don't Cry – 2:15

## Classifiche

### Classifiche settimanali
| Classifica (2022) | Posizione massima |
| ----------------- | ----------------- |
| Brasile           | 7                 |
| Portogallo        | 23                |

### Classifiche di fine anno
| Classifica (2022) | Posizione |
| ----------------- | --------- |
| Brasile           | 113       |

## Date di pubblicazione
| Paese       | Data            | Formato                      | Nota   |
| ----------- | --------------- | ---------------------------- | ------ |
| Mondo       | 27 gennaio 2022 | Download digitale, streaming | [ 12 ] |
| Italia      | 28 gennaio 2022 | Contemporary hit radio       | [ 13 ] |
| Stati Uniti | 8 febbraio 2022 | Contemporary hit radio       | [ 14 ] |